# Isatabu Freedom Movement
Isatabu Freedom Movement (IFB, dt.: Isatabu-Freiheitsbewegung) ist eine nationalistische, militante Organisation aus der Insel Guadalcanal in den Salomonen. Sie wurde Anfang der 2000er gebildet.

## Geschichte
Die Bewegung umfasste auch andere Gruppierungen wie die Guadalcanal Revolutionary Army und die Guadalcanal Liberation Front (GLF) von Warlord Harold Keke. Sie war in Kämpfen gegen die Regierung der Salomonen und die Provinzregierung der Provinz Guadalcanal verwickelt, sowie in Auseinandersetzungen mit einer anderen militanten Organisation, der Malaita Eagle Force.
Es heißt, dass die Miliz von der Bewegung Moro Movement der 1930er inspiriert sei mit der Rückkehr zum Namen Isatabu für das kolonialistische Guadalcanal, sowie mit den Forderungen nach einem föderalen Regierungssystems.
Die meisten Milizionäre legten nach dem Townsville Peace Agreement am 15. Oktober 2000 ihre Waffen nieder. Ausnahmen waren nur Keke und die GLF.

## Stellungnahmen
Das Isatabu Freedom Movement kommunizierte durch einen Newsletter. Offenbar gab es auch Inspiration durch die Befreiungstheologie, unter anderem von Hélder Câmara.

„Geehrter Herr Regierung,
Wenn ich Nahrung an die Armen gebe, dann nennt man mich einen Heiligen. Wenn ich aber frage, warum die Armen keine Nahrung haben, dann nennt man mich einen Kommunisten, (Anonym)
 Das obige Zitat verdeutlicht, was uns gerade geschieht.
 Sehen Sie, Herr Regierung, wenn wir unser Land geben für ihren Gewinn und für den Gewinn des Nations-Staates,
 dann bezeichnen sie uns als großzügig.
 als wir fragten, warum wir keinen Gewinn davon haben, haben Sie uns ignoriert.
 Als wir anfingen zu schreien, weil wir gehört werden wollten, bezeichneten Sie uns als Unruhestifter.
 Als wir die Waffen aufgenommen haben um das zu fordern, was uns rechlich zusteht, bezeichnen Sie uns als militant.
Als wir wütend wurden, weil Sie auf uns herumgetrampelt sind, bezeichnen Sie uns als heißköpfige Jugendliche.
 Das sind die Bezeichnungen, mit denen Sie Ihre Missachtung für/gegenüber uns rechtfertigen.
 Bald werden sie uns Guerillas oder Terroristen.
Dies jedoch, wird uns nicht beseitigen.“